# Donacoscaptes venadialis
Donacoscaptes venadialis là một loài bướm đêm trong họ Crambidae.